# Piper subnitidum
Piper subnitidum är en pepparväxtart som beskrevs av C. Dc.. Piper subnitidum ingår i släktet Piper och familjen pepparväxter. Inga underarter finns listade i Catalogue of Life.